# Rodrigo Bocardi
Rodrigo Bocardi (Ipaussu, 4 de Janeiro de 1976) é um jornalista e apresentador brasileiro.

## Biografia

### Vida pessoal
Rodrigo Bocardi é casado com Cláudia Bocardi e tem três filhos: Anne, Gabriel e Gustavo Bocardi.

### Carreira
Rodrigo Bocardi formou-se em Jornalismo em 1997 pela FIAM e começou a carreira no Grupo Bandeirantes. Posteriormente, foi chamado pela TV Globo para ser editor de economia do Jornal da Globo.
Logo se tornou repórter e saiu da TV Globo para trabalhar, entre 2003 e 2004, em Angola, na TV pública deste país. Retornou para a Globo após esta experiência, tornando-se correspondente em Nova Iorque em 2009. Em 2013, retornou ao Brasil para apresentar o Bom Dia São Paulo e fazer entradas como âncora de São Paulo no Bom Dia Brasil.
Obteve sucesso na função e no mesmo ano passou a apresentar eventualmente o Jornal Hoje. Ainda em 2013, em dezembro, Bocardi passou a substituir Chico Pinheiro na apresentação do Bom Dia Brasil, durante as férias do jornalista.
Em dezembro de 2014, após mudanças na grade na Globo, passou a apresentar também o bloco local do Bom Dia Brasil. Em 10 de setembro de 2016, assumiu como um dos apresentadores eventuais do Jornal Nacional.
Bocardi foi acusado de racismo em 7 de fevereiro de 2020, após uma pergunta feita ao vivo no Bom Dia São Paulo. Durante uma entrevista com um atleta negro que ia ao Clube Pinheiros, na capital paulista, o apresentador questionou se o jovem "pegava bolinhas de tênis" no local. A pergunta gerou repercussão negativa nas redes.
Em maio de 2020, estreou como apresentador eventual do SPTV. Em agosto de 2020, reassumiu a apresentação eventual do Jornal Hoje.
Em 9 de novembro de 2020, estreou no rádio, apresentando na CBN o programa Ponto Final CBN, ao lado da jornalista Carolina Morand, que coapresenta o programa direto dos estúdios da CBN Rio de Janeiro.
Em 15 de novembro de 2020, apresentou o Antena Paulista Especial, ao vivo, cobrindo o primeiro turno das eleições municipais em São Paulo.
Em 21 de dezembro de 2020, estreou como apresentador eventual do Jornal da Globo, substituindo a jornalista Renata Lo Prete em suas férias e folgas.
Em 30 de janeiro de 2025 deixou a Globo.